# Nyikolaj Gennagyijevics Baszov
Nyikolaj Gennagyijevics Baszov (oroszul Николай Геннадиевич Басов) (Uszmany (ma Lipecki terület), 1922. december 14. – Moszkva, 2001. július 1.) Nobel-díjas orosz fizikus, a kvantumelektronika egyik megalapítója.

## Pályafutása
A középiskolát Voronyezsben végezte. 1941-ben behívták katonának, és a kujbisevi katonai orvosi akadémiára irányították. 1943-ban orvosi asszisztensként végzett és a Vörös Hadseregben az 1. Ukrán Fronthoz került. 1945 decemberében szerelt le, és a Moszkvai Mérnöki Fizikai Intézetben kezdett tanulni elméleti és kísérleti fizikát.
1950-ben átkerült a Szovjet Tudományos Akadémia Lebegyev Fizikai Intézetébe. Alekszandr Mihajlovics Prohorov és Mihail Alekszandrovics Leontovics professzorok irányítása mellett dolgozott disszertációján a kvantummechanikai laboratóriumban. 1952-től Prohorovval oszcillátorok építésével kísérletezett. 1954-ben ammónium-mézert állítottak elő ammónia-molekula-sugárral. 1956-ban Baszov doktori disszertációját a molekuláris oszcillátorról írta.
Bencion Vul, Jurij Popov és Baszov elhatározták, hogy különböző típusú félvezető-lézereket állítanak elő. 1962-ben készült el az első lézerdióda, majd elektron sugárnyalábbal hoztak létre lézert. Baszov kísérleteket folytatott erős gáz- és vegyi lézer, ibolyántúli sugárzást kibocsátó lézer előállításával. Kollégáival excimerlézert is kifejlesztett.
Baszov, Prohorov és az amerikai Charles Hard Townes tanulmányai alapozták meg a kvantumelektronikát. 1964-ben fizikai Nobel-díjjal ismerték el alapvető munkájukat a kvantumelektronika területén, amely mézer-lézer-elvű oszcillátorok és erősítők készítéséhez vezetett.